# Cerotelion vitripenne
Cerotelion vitripenne är en tvåvingeart som beskrevs av Tonnoir 1927. Cerotelion vitripenne ingår i släktet Cerotelion och familjen platthornsmyggor. Inga underarter finns listade i Catalogue of Life.